# Districte de Palamau
El districte de Palamau (Palamau = Lloc de refugi) és una divisió administrativa de l'estat de Jharkhand, Índia. La capital és Daltonganj (que agafa el nom del coronel Dalton, comissionat de Chhota Nagpur el 1861. La superfície és de 5043 km² i la població segons el cens del 2001 és d'1.533.176 habitants. El districte inclou el famós Parc Nacional de Palamau (o Betla National Park) de 250 km².

## Història
La història coneguda del districte es remunta al 1603 quan els rajputs raksel foren expulsats pels cheros vinguts de Bihar sota Bhagwant Rai, que va aprofitar l'absència del raja local a una cerimònia a Surguja per rebel·lar-se i agafar el poder. La dinastia chero va durar 200 anys i el sobirà més notable fou Medni Rai anomenat "el Just", que va regnar del 1659 al 1672 i va estendre el seu territori cap a Gaya, Hazaribagh i Surguja. A Palamau va construir el més vell de dos forts que encara constitueixen els únics llocs antics importants del districte; l'altra fort fou construït pel seu fill. Aquestos rages foren aparentment independents completament entre 1640 i 1660 quan els musulmans els van atacar i els van imposar tribut. El 1660 el fort de Palamau fou capturat per Daud Khan i el fet consta a una pintura conservada pels descendents de Daud descrita pel coronel Dalton al Journal of the Asiatic Society of Bengal de 1874.
El 1722 el raja governant Ranjit Rai, fou assassinat i Jay Kishan Rai, descendent d'un fill jove d'un anterior raja, fou posat al tron. Uns anys més tard Jay Kishan va rebre un tret en una escaramussa i la seva família va haver de fugir a Megra a Bihar on un kanungo (un funcionari menor) de nom Udwant Ram els va donar asil. El 1770 Udwant va portar al net del raja assassinat, Gopal Rai, a Patna, i el va presentar al capità Camac (agent del govern) com a legítim hereu del principat de Palamau. Camac va promete ajuda britànica per recuperar el tron i després de derrotar les forces del raja que tenia el poder, va donar un sanad per cinc anys a Gopal Rai i dos dels seus cosins; en endavant Palamau fou inclòs al districte britànic de Ramgarh com a zamindari. Un o dos anys després Gopal Rai fou sentenciat a ser empresonat per l'assassinat de Udwant Ram, el kanungo que l'havia portat al poder. El va succeir Basant Rai; aquest va morir el 1784 poc després de la mort de Gopal Rai a la seva presó de Patna també el 1784. El tron va passar a Churaman Rai; el 1813 el principat va esdevenir insolvent i l'administració fou agafada pels britànics i terres de Palamau foren venudes per pagar els deutes pendents.
Tres anys més tard els enfrontaments tradicionals entre la casta dels kharwars i el poble dels cheros es van renovar, però foren sufocats, i Palamau va quedar en mans de la familia Deo de Gaya com a concessió en agraïment per haver ajudat a controlar els disturbis. Però el seu govern fou impopular i al cap d'un any (1817) el país estava en rebel·lió oberta; el govern es va veure forçat a agafar altra vegada l'administració del territori concedint als Deo, en compensació, una rebaixa de tres mil rúpies del tribut pels seus dominis al Bihar. El 1832 kharwars i cheros es van enfrontar altre cop, però el conflicte fou aviat aturat pels britànics.
El 1834 Palamau fou inclòs al districte de Lohardaga (després Ranchi). El 1857, en esclatar el motí, els kharwars es van revoltar contra els senyors rajputs i els amotinats del batalló de Ramgarh es van refugiar a Palamau, fent causa comuna amb Nilambar i Pitambar Singh, dos terratinents malcontents. El 26 regiment d'infanteria nativa de Madras i una part del batalló de Ramgarh (que havia restat lleial) va derrotar els rebels als dos forts de Palamau. Nilambar i Pitambar Singh foren capturats i penjats. El 1892 Palamau va formar districte separat, com a part de la divisió de Nagpur amb una superfície de 12.727 km². El riu principal era el Koel seguit del riu Son. Altres rius eren l'Auranga i l'Amanat. La població era:
- 1872: 423.795
- 1881: 551.075
- 1891: 596.770
- 1901: 619.600

Hi havia 3.184 pobles i dues ciutats, Daltonganj, la capital, i Garwa. La població parlava hindi generalment un dialecte conegut com a nagpuri; un 3,5% parlava oraon, llengua dravídica; i prop d'un 3% parlava llengües kols, principalment mundari, bírjia i korwa. Em religió el 86% eren hindús, el 8,4% musulmans i el 4,3% animistes. Les castes principals eren els bhuiyes, kharwars i ahirs. Les tribus principals eren els bhogtes, korwes, nagèsies i parhaiyes; els cheros, raça dominant per molts anys, eren coneguts com "els dotze mil" perquè suposadament van començar el seu domini quan eren dotze mil famílies. Administrativament no s'havia introduït encara el 1901 el sistema de subdivisions; hi havia 10 thanes o estacions de policia i 11 posicions policials.